# Provincia Ascoli Piceno
Ascoli Piceno este o provincie în regiunea Marche în Italia.